# William Cargill

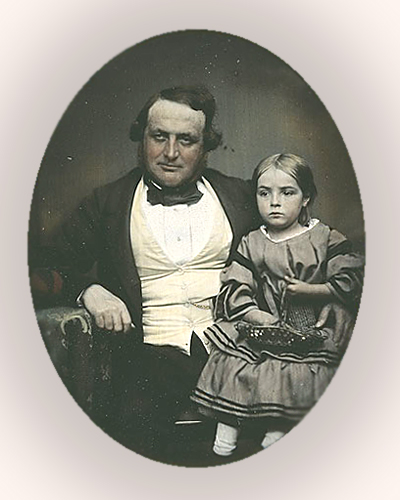
William Walter Cargill mit Tochter Christina

William Walter Cargill (* 27. August 1784 in Edinburgh, Schottland; † 6. August 1860 in Dunedin, Neuseeland) war ein schottischer Weinhändler, Bankmanager, Captain in der britischen Armee, Kolonialist in Otago und Mitbegründer von Dunedin.

## Leben
William Cargill wurde als ältester Sohn von William Cargill und Marion Jameson in eine strenge Calvinisten-Familie hineingeboren. Er hatte vier Geschwister, drei Brüder und eine Schwester. Sein Vater war Rechtsanwalt und Notar zum Beglaubigen von Unterschriften, sprach aber später dem Alkohol zu und starb an Alkoholismus, als William 15 Jahre alt war. Seine Mutter war Tochter eines Steinmetzen aus Edinburgh.
Schon vor dem Tod seines Vaters lebte die Familie in finanziell schwierigen Verhältnissen. Trotzdem schaffte seine Mutter es, allen eine gute Ausbildung zu geben. So war es für William möglich, von 1794 bis 1797 die renommierte Royal High School in Edinburgh zu besuchen. Danach wurde er privat unterrichtet. Sein Tutor war Thomas Chalmers, Mathematiker und Gründer der Free Church of Scotland. Chalmers, der nur vier Jahre älter war als William, war Freund der Familie und wurde für William zum Vorbild und zum Protegé.

### Militärdienst
Mit 18 Jahren, am 1. März 1803, erwarb er mit Unterstützung seines Großonkels Sir William Nicholson ein Offizierspatent als Ensign des 84th Regiment of Foot und trat als solcher in die British Army ein. Dort kam er in die Obhut von Captain Grant, der ihm den Übergang vom Zivilleben zum harten militärischen Alltag etwas erleichterte. Später wechselte er als Lieutenant zum 74th Regiment of Foot.
Nach Einsätzen in Bengalen und im Zweiten Marathenkrieg wurde er in der Schlacht von Busaco, 200 km nördlich von Lissabon in Portugal, schwer verwundet; er benötigte eine zweijährige Genesung, um im Dezember 1812 zu seinem Regiment zurückzukehren. Es war wohl seiner guten Konstitution zu verdanken, dass er überlebte, denn medizinische Kenntnisse und Versorgung in dieser Zeit waren mehr als mangelhaft.
Nach seiner Rückkehr zu seinem Regiment in Sarzedas, Kreis Castelo Branco, wurde er, in Ermangelung an Offizieren, am 5. Januar 1813 zum Captain befördert. Während seiner Stationierungszeit auf der Iberischen Halbinsel heiratete er am 18. April 1813 in Porto seine Frau Mary Ann Yates (1790–1871), Tochter eines Marineoffiziers und Londoner Schauspielers. Nach weiteren Kriegseinsätzen stand im Juni 1815 seine Abkommandierung zur Schlacht bei Waterloo kurz bevor. Doch die Niederlage Napoléon Bonapartes und der Friedensvertrag des zweiten Pariser Friedens ließ ihn von weiteren Kriegseinsätzen verschont.
Als Offizier, nun bereits 37-jährig, mit inzwischen fünf Kindern, genügte sein Sold offenbar nicht, um seiner Familie ein geregeltes Familienleben zu ermöglichen. Daher veräußerte er am 1. Juni 1820 seinen Dienstposten gegen Abfindung von £1.500 und schied aus dem aktiven Armeedienst aus.

### In Großbritannien
Nach seinem Austritt aus der Armee betätigte sich Cargill in Edinburgh als Weinhändler, gab das Geschäft 1834 nach schwierigen Jahren wieder auf und wechselte ins Bankwesen. Dieses war noch recht chaotisch organisiert, und Bankier zu werden war vergleichsweise leicht. So wurde er 1836 zum Generaldirektor der East of England Bank (1836–1864) in Norwich ernannt.
1841 ging er dann nach London, um einen Sitz im Board of Directors der Oriental Bank Corporation (1845–1892), in der sein ältester Sohn Generaldirektor geworden war, einzunehmen. Etwas frustriert über diese Position, suchte er nach einer etwas herausfordernderen Tätigkeit. Über einen Artikel zum Thema Kolonisierung von Neuseeland in der Colonial Gazette wurde er 1842 auf George Rennie (1802–1860), Bildhauer und Politiker, aufmerksam. Er hatte in den 1830ern schon mal mit dem Gedanken der Emigration in ein anderes Land gespielt. Damals stand Kanada auf seiner Wunschliste.

### Neuseeland
Nun, fast 60-jährig, ergab sich auf einmal die Möglichkeit, nach Neuseeland zu gehen. 1843 spaltete sich in der sogenannten „disruption“ die Free Church of Scotland von der Church of Scotland ab, und er kam mit George Rennie in Kontakt. Dieser versprach ihm, eine führende Rolle im schottischen Siedlungsprojekt in Neuseeland zu erhalten.
Unter der Führung von Thomas Chalmers, Führer der Free Church of Scotland, und inspiriert von Edward Gibbon Wakefields Ideen der systematischen Kolonisierung, wurde William Cargill neben dem Pfarrer Thomas Burns Leiter des Siedlungsvorhabens der Free Church of Scotland in Otago, das die Aufgabe hatte, die Gründung von New Edinburgh, dem späteren Dunedin, vorzunehmen.
Mit dem Versprechen von £ 500 Jahresgehalt für seine Dienste für die New Zealand Company stach Cargill am 24. November 1847 mit 96 Siedlern an Bord der John Wickliffe in See. Thomas Burns folgte mit der Philip Laing. Am 23. März 1848 erreichte Cargill Otago Harbour, gründete nach den planerischen Vorbereitungen von Frederick Tuckett und Charles Henry Kettle den Hafenort Port Chalmers und anschließend Dunedin, die spätere Hauptstadt von Otago. Von 1853 bis 1860 war Cargill Superintendent von Otago und von 1855 bis 1860 Mitglied des Dunedin Country District.
William Cargill war wohl der prominenteste, dominanteste und machtbesessenste Politiker seiner Zeit in Neuseeland. Sein störrischer schottischer Charakter und Stil amüsierte meist die englischstämmigen Beobachter, verärgerte Regierungsbeamte, fand aber Zustimmung bei den schottischen Siedlern. Mit demokratischen Strukturen hatte er so seine Probleme. Kritik der örtlichen Presse begegnete er mit der Gründung eines ihm wohlgesinnteren Printmediums. Ihm wurde nachgesagt, autokratisch, unflexibel und nepotistisch zu sein.
William Walter Cargill starb am 6. August 1860 in Dunedin an einem Schlaganfall. Ihm zu Ehren wurde die mit 676 Metern höchste Erhebung Dunedins, 8 km nordöstlich des Stadtzentrums, Mount Cargill genannt. Gouverneur Thomas Gore Browne ehrte ihn mit der Namensnennung Invercargill für die Stadtgründung am südlichsten Ende der Südinsel Neuseelands.

#### Cargill Monument

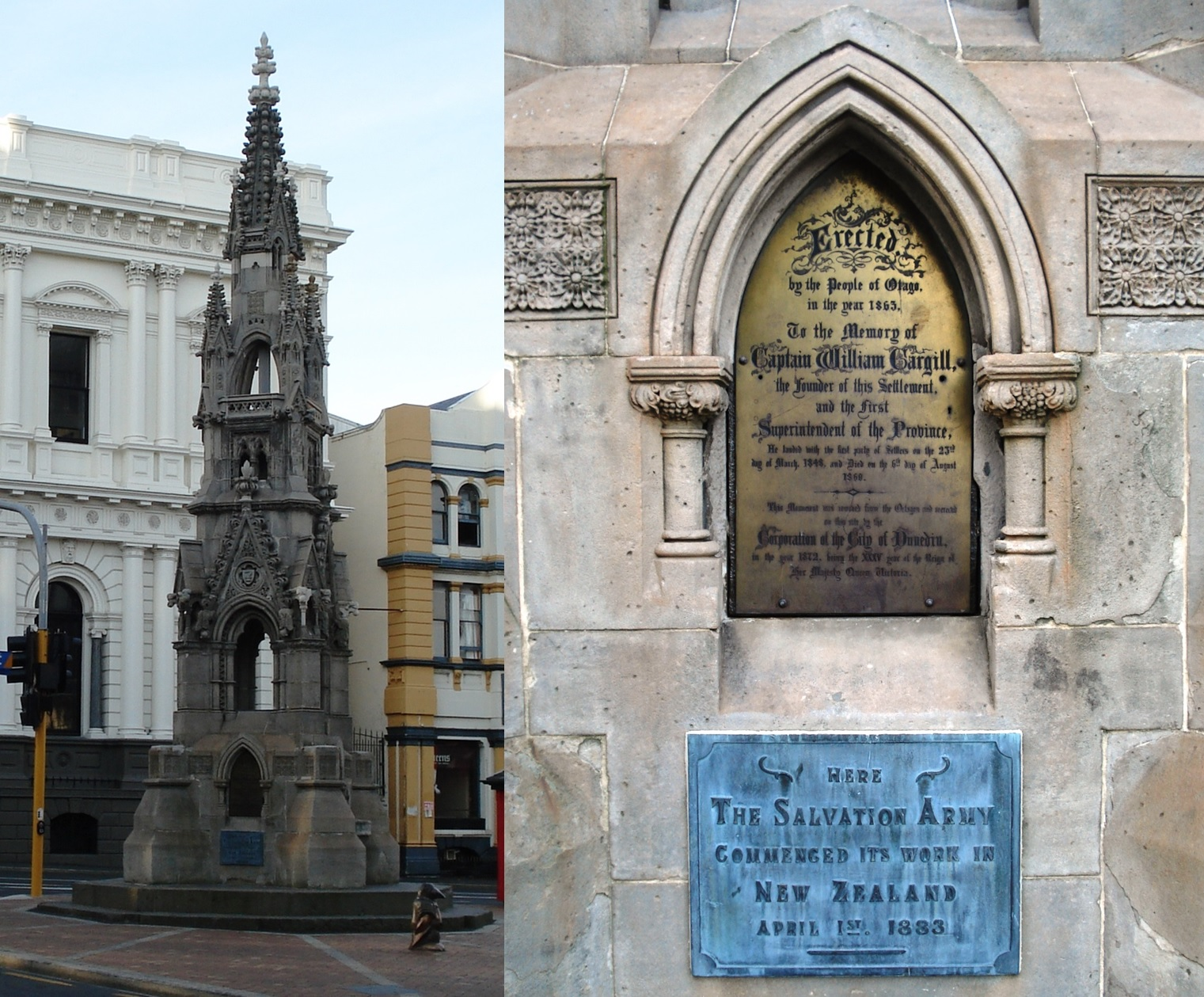
Das Cargill-Denkmal in Dunedin

1863/64 wurde das 7,5 m hohe, in neugotischem Stil gestaltete Denkmal Cargill Monument in Dunedin errichtet, eine Gedenktafel aus Bronze enthält einen Widmungstext.